# Sonae Arauco Deutschland

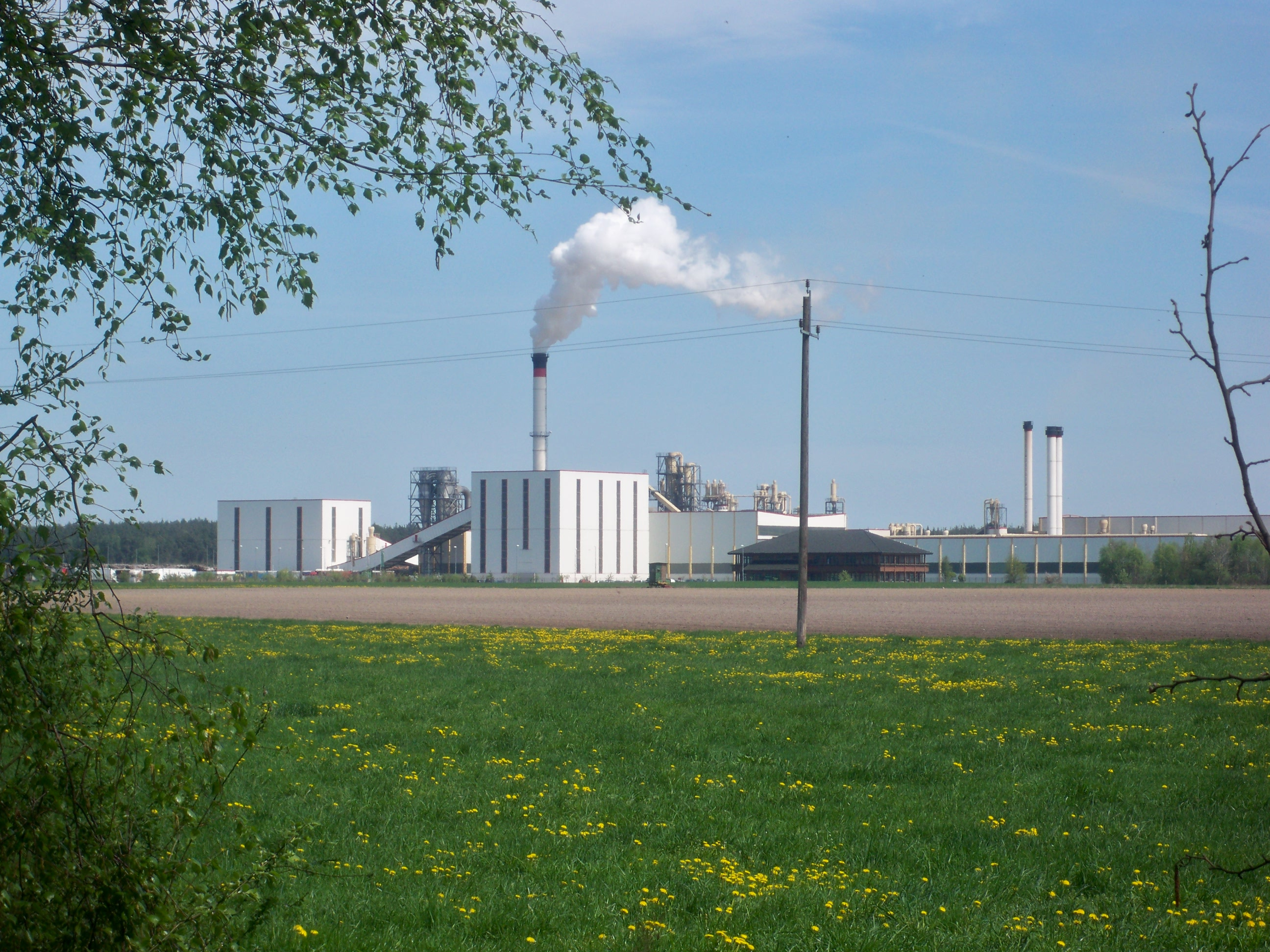
Sonae Arauco-Werk Nettgau

Die Sonae Arauco Deutschland GmbH mit Sitz in Meppen ist ein Hersteller von Holzwerkstoffen für die Möbel- und Bauindustrie sowie den Innenaus-, Laden- und Messebau. Das Unternehmen, das ehemals unter Glunz AG firmierte, ist eine Tochtergesellschaft der portugiesischen Sonae Arauco S.A. An dieser sind die portugiesische Sonae Industria Gruppe und die chilenische Arauco Gruppe im Rahmen einer strategischen Partnerschaft zu gleichen Teilen beteiligt. Das Unternehmen betreibt mit 2.600 Mitarbeitern sechs Produktions- und Vertriebsstandorte in Deutschland.

## Standorte
Die Unternehmensgruppe verfügt über Standorte in Meppen (Niedersachsen), Detmold (Nordrhein-Westfalen), Nettgau (Sachsen-Anhalt) und Beeskow (Brandenburg), Horn-Bad Meinberg und Eiweiler in Deutschland sowie weitere 13 Werke in Spanien, Portugal und Südafrika. Zu ihr gehören zudem die Imprägnier-Gesellschaft ImPaper Europe GmbH in Kaisersesch (Rheinland-Pfalz).

## Produkte
Das Portfolio des Unternehmens umfasst die dekorative und konstruktive Holzwerkstoffsparte. Dazu gehören u. a.
- Mitteldichte und hochdichte Faserplatten
- Oriented Strand Board (OSB)
- Arbeitsplatten
- Akustikelemente
- Schichtstoffe
- Kantenmaterial
- Holzfaserdämmstoffe
- Spanplatten

## Geschichte
Die Sonae Arauco Deutschland GmbH ging aus der ehemaligen Glunz AG hervor. Diese wurde 1932 als Holzhandlung in Hamm gegründet. 1961 kaufte das Unternehmen ein erstes Spanplattenwerk in Meppen. Von 1967 bis 1988 wuchs das Unternehmen durch den Aufkauf der Firmen Novopan, Agepan, Triangel, Kaisersesch und der britischen Caberboard Ltd.
1987 ging die Glunz AG an die Börse. Im gleichen Jahr startete die Produktion für Mitteldichte Faserplatten (MDF). 1989 wurde in Hamm ein neuer Firmensitz („das Glunzdorf“) geschaffen, dass den Vertrieb zentralisierte. 1990 wurde die britische Aaronson Bros. plc. aufgekauft.
1991 beteiligte sich die Firma an der französischen Isoroy S. A. 1995 wurde ein Joint Venture mit Noranda Forst  in Großbritannien geschlossen. Der Standort Kaisersesch erhielt die Zertifizierung  der DIN EN ISO 9001.
Zwischen 1996 und 1997 erfolgte eine konzernweite Umstrukturierung und Dezentralisierung. Das Werk Papenburg wurde 1997 aufgrund von Produktionsverlagerungen geschlossen.
1998 kaufte der portugiesische Konzern Sonae Indústria über seine Holding Tafisa 85 % Glunz-AG-Aktien und wurde so neuer Eigentümer. Bis 2001 wurde die Holzwerkstoffproduktion und der Aufbau eines neuen Werkes in Nettgau geplant.
2001 erhielt der Standort Eiweiler das FSC-Zertifikat DIN EN ISO 14001. Der der Firmensitz wurde von Hamm nach Meppen verlegt und das Werk in Triangel stillgelegt. Es erfolgte die Eröffnung des Werkes in Nettgau
2002 wurde der Standort Göttingen aufgegeben. 2005 erwarb die Holding die restlichen 15 % und wurde stärker in den Geschäftsbereich Central Europe von Sonae Indùstria integriert.
2006 übernahm der Konzern die Hornitex-Aktivitäten mit den Werken Beeskow, Duisburg und Horn-Bad Meinberg.
2007 wurde ein Kooperationsvertrag mit der Firma Interprint geschlossen. Ebenfalls im Jahre 2007 wurden die Imprägnierkapazitäten im Werk Kaisersesch erhöht und wurden 2008 in die neu gegründete ImPaper Europe GmbH ausgelagert.
2009 und 2010 restrukturierte das Unternehmen sein Spanplattengeschäft in Deutschland und schloss seine Standorte in Kaisersesch und Duisburg.
2011 wurde die Marke Innovus® Decorative Products eingeführt.
2016 ging Sonae Indústria mit dem chilenischen Arauco-Konzern eine strategische Partnerschaft ein, beide sind fortan zu gleichen Teilen an der Sonae Arauco S.A. beteiligt.
Im März 2017 wurde die Unternehmensgruppe neu aufgestellt und die Glunz AG in die Sonae Arauco Deutschland AG und Anfang 2018 in die Sonae Arauco Deutschland GmbH umfirmiert.
Das Unternehmen hat 2.600 Mitarbeiter.
Der Geschäftsführer ist Rui Correia.

## Zertifizierungen
2003  erhielt Eichweile die Zertifizierungen nach OHSAS (Occupational Health and Safety) und PEFC für nachhaltige Waldbewirtschaftung.